# Toyota Etios
La Toyota Etios (Japanese: トヨタ・エティオス, Toyota Etiosu)  est une voiture produite par le constructeur automobile japonais Toyota pour l'Inde (2010 à 2020), le Brésil (depuis 2012),  l'Indonésie (2013 à 2017), l'Afrique du Sud et l'Argentine. Le mot Etios vient du mot grec "Ethos", qui signifie esprit, caractère et idées.  La version berline a été lancée en décembre 2010 et la version à hayon (appelée Liva en Inde et Valco en Indonésie) a été lancée en juin 2011. En mai 2012, la série Etios a atteint des ventes totales de 100 000 unités en Inde.  L'Etios est basé sur la plate-forme EFC.